# Mesaimeer SC
Der Mesaimeer Sports Club (arabisch نادي المسيمير الرياضي) ist ein Sportverein aus Mesaimeer in Katar. Die Herren-Fußballmannschaft spielt in der Qatargas League, der zweithöchsten nationalen Fußballliga.

## Vereinsgeschichte
Der Club wurde 1996 inoffiziell als Al-Nahda Sports Club in Doha gegründet. Im Jahre 1998 wurde der Klub durch Sheikh Jasim bin Hamad bin Khalifa Al Thani mit Unterstützung des Qatar National Olympic Committee nun offiziell durch die Bildung einer konstituierenden Generalversammlung und der Wahl eines Board of Directors gegründet. Der Name wurde zudem in Al-Shoala Sports Club angepasst.
Im Jahre 2000 wurde die Konstruktion des Klub-Hauptquartiers in Mesaimeer unter der Aufsicht des Nationalen Olympischen Komitees beendet. Die Pläne wurden überarbeitet um die lokale Bevölkerung für den Klub zu erreichen und um eine Basis von Spielern in allen Altersgruppen von den Junioren bis hin zur ersten Mannschaft zu gewinnen. Des Weiteren wurden Einrichtungen und Dienstleistungen im Bereich von Sportgeräten und Zubehör für Trainer zur Verfügung gestellt.
Auf Anliegen der Mitglieder des Gründerklubs und der Mitarbeiter wurde während des Jahres 2004 der Klubname abermals abgeändert: Seitdem läuft der Verein unter dem heutigen Namen Al-Mesaimeer SC in Anlehnung an den Sitz des Klubhauptquartiers auf.
Am Ende der Saison 2014/15 befand sich der Klub auf den zweiten Tabellenplatz der zweiten nationalen Liga und stieg somit erstmals in die höchste nationale Spielklasse auf. Im Jahr darauf folgte der sofortige Wiederabstieg als Tabellenletzter der Qatar Stars League.

## Platzierungen
| Saison   | 2007 | 2008 | 2009 | 2010 | 2011 | 2012 | 2013 | 2014 | 2015 | 2016 |
| -------- | ---- | ---- | ---- | ---- | ---- | ---- | ---- | ---- | ---- | ---- |
| Liga     | 2    | 2    | 2    | 2    | 2    | 2    | 2    | 2    | 2    | 1    |
| Position | ?    | ?    | 6    | ?    | 4    | 5    | 5    | 5    | 2    | 14   |

## Vereinserfolge

### National
- Qatargas League: 2000/01
  - Zweiter: 2014/15

## Namenshistorie
- 1996 – gegründet als Al-Nahda Sports Club
- 1998 – offiziell gegründet und umbenannt in Al-Shoala Sports Club
- 2004 – erneuter Namenswechsel zu Al-Mesaimeer Sports Club

## Trainer (unvollständig)
| Trainer          | Zeitraum  | Bemerkung/Erfolge          |
| ---------------- | --------- | -------------------------- |
| Jorge Paixão     | 2011–2013 |                            |
| Raad Abdul-Latif | 2013–2014 |                            |
| Yousef Adam      | 2014–2015 | Aufstieg in die erste Liga |
| Rodion Gačanin   | 2015–2016 |                            |
| Željko Markov    | 2016–     |                            |